# W-26
W-26 — тральщик Імперського флоту Японії, який взяв участь у Другій світовій війні.
Корабель, який належав до типу W-19, спорудили у 1943 році на верфі компанії Mitsubishi у Йокогамі.
У квітні — липні 1943-го W-26 супроводив кілька конвоїв, що пройшли біля східного узбережжя Японського архіпелагу (зокрема, супроводив на початковій ділянці маршруту конвой № 3702B, який вирушав у Океанію).
9—17 серпня 1943-го тральщик ескортував конвой № 3809 з Йокосуки до атола Трук у центральній частині Каролінських островів (тут була головна база японського ВМФ у Океанії), а 18—21 серпня пройшов далі до Рабаула — головної передової бази в архіпелазі Бісмарка, з якої провадились операції на Соломонових островах та сході Нової Гвінеї.
25—27 серпня 1943-го W-26 супроводив транспорт «Бунзан-Мару» на якірну стоянку Шортленд (прикрита групою невеликих островів Шортленд акваторія у південного узбережжя острова Бугенвіль, де зазвичай відстоювались кораблі та перевалювались вантажі перед відправкою далі на схід у зону боїв за Соломонові острова), а 29—31 серпня пройшов звідти назад до Рабаула з транспортом «Хіно-Мару №5».
19—25 вересня 1943-го W-26 здійснив вихід для проведення тральних робіт до Кавієнгу (друга за значенням японська база в архіпелазі Бісмарка на північному завершенні острова Нова Ірландія), де 16 вересня підірвався на міні та затонув транспорт «Сейкай-Мару». Наприкінці вересня — в першій декаді жовтня тральщик знову виходив до Кавієнгу, зокрема, для проведення протичовнових заходів.
31 жовтня — 2 листопада 1943-го W-26 супроводжував на завершальній ділянці маршруту танкер «Кокуйо-Мару», який прямував до Рабаула з вантажем пального з Балкіпапану. При цьому 1 листопада при атаці ворожої авіації тральник отримав невеликі пошкодження.
Того ж 2 листопада 1943-го, коли W-26 прибув до Рабаула, на цю базу здійснили атаку півтори сотні літаків. Тральщик отримав значні пошкодження від близьких розривів бомб, виявилось затопленим машинне відділення. Щоб запобігти більш серйозним наслідкам W-26 узяли на буксир та привели на мілину.
Наступні кілька місяців тральщик проходив у Рабаулі ремонт, в якому допомагало спеціалізоване судно «Хаккай-Мару» (загинуло 17 січня 1944-го при авіанальоті). 17 лютого 1944-го під час чергової повітряної атаки W-26 був остаточно потоплений.
У 1958 році рештки корабля порізали на метал.